# Pfaffenhoffen
Pfaffenhoffen är en kommun i departementet Bas-Rhin i regionen Grand Est (tidigare regionen Alsace) i nordöstra Frankrike. Kommunen ligger i kantonen Bouxwiller som tillhör arrondissementet Saverne. År 2018 hade Pfaffenhoffen 2 680 invånare.

## Befolkningsutveckling
Antalet invånare i kommunen Pfaffenhoffen
| Referens: INSEE |